# Mornay
Mornay é uma comuna francesa na região administrativa de Borgonha-Franco-Condado, no departamento Saône-et-Loire. Estende-se por uma área de 19,88 km². Em 2010 a comuna tinha 136 habitantes (densidade: 6,8 hab./km²).